# Moganopterus
Moganopterus ("křídlo (mistrů mečířů) jménem Kan Ťiang a Muo Jie" - podle ostrých zubů ptakoještěra) byl rod obřího pterodaktyloidního ptakoještěra, který žil v období spodní křídy (geologické věky barrem až apt, asi před 125 miliony let) na území dnešní severovýchodní Číny (provincie Liao-ning, souvrství Yixian). Fosilie tohoto ptakoještěra byly formálně popsány týmem čínských paleontologů v roce 2012.

## Popis
Holotyp nese označení 41HIII0419 a představuje částečně zachovanou kostru s lebkou. Dochovaná část lebky je dlouhá 75 cm (spodní čelist 68,5 cm) a čtvrtý krční obratel měří na délku 14,5 cm. Jedná se tedy o největšího známého "zubatého" ptakoještěra, jehož rozpětí křídel je odhadováno přinejmenším na 5 metrů, pravděpodobně ale na 7 nebo i více metrů. Jednalo se tedy o jednoho z největších známých ptakoještěrů vůbec. V čelistech tohoto nejspíš rybožravého druhu ptakoještěra se nacházelo přinejmenším 62 ostrých, špičatých zubů.
Podle některých výzkumů byli obří ptakoještěři velmi efektivními letci, schopnými urazit vcelku až kolem 16 000 kilometrů, a to při průměrné rychlosti asi 130 km/h po dobu 7 až 10 dnů (což se však týká spíše rodu Quetzalcoatlus a některých dalších azhdarchidů).

## Zařazení
Druh M. zhuiana náležel do čeledi Boreopteridae a podčeledi Moganopterinae, jeho nejbližším vývojovým příbuzným (a sesterským taxonem) byl další čínský druh Feilongus youngi, formálně popsaný v roce 2005. V zařazení do systému však u tohoto druhu přetrvává nejistota.